# 名古屋高等裁判所金澤支部
名古屋高等裁判所金澤支部（日语：／ Nagoya kōtō saibansho Kanazawa shibu */?）是日本名古屋高等裁判所設置於石川縣金澤市的支部，通稱為名古屋高裁金澤支部（名古屋高裁金沢支部）。

## 所在地
- 石川縣金澤市丸之内7番2號

## 沿革
- 1948年（昭和23年）10月30日 - 開廳。
- 2010年（平成22年）5月 - 新廳舍動工[1]。
- 2013年（平成25年）3月25日 - 於新廳舍開始執行業務[1]。

## 管轄區域
- 石川縣全境
- 富山縣全境
- 福井縣全境

## 外部連結
- 名古屋高等裁判所HP （页面存档备份，存于）